# Кажимеж Сабат
Кажѝмеж Александер Са̀бат (на полски: Kazimierz Aleksander Sabbat) е полски емигрантски деец, премиер (1976 – 1986), министър на външните работи (1979 – 1986) и президент на Полша в изгнание (1986 – 1989).